# Calzonzin inspector
Calzonzin inspector é um filme de drama mexicano de 1974 dirigido e escrito por [[]]. Foi selecionado como representante do México à edição do Oscar 1975, organizada pela Academia de Artes e Ciências Cinematográficas.

## Elenco
- Alfonso Arau - Caltzontzin
- Arturo Alegro - amigo de Caltzonzin
- Pancho Córdoba - prfeito
- Virma González - Enedina
- Héctor Ortega - Periodista
- Carmen Salinas - Doña Eme
- Carolina Barret - Doña Pomposa
- Mario García 'Harapos' - Lechuzo
- Lina Montes
- Carlos Jordán
- Arturo G. Ramirez
- Giovanni Korporaal
- Hugo González Guzmán